# Самира Муса
Самира Муса (арап. سميرة موسى Samīra Mūsā; Гарбија, 3. март 1917 — Шеридан, 5. август 1952) је египатска нуклеарна физичарка која је радила докторат на тему атомске радијације и истраживала медицинску употребу нуклеарне технологије доступне за све. Организовала је конференцију о Атомској енергији за мир и позивала на оснивање Међународне конференције под слоганом „Атоми за мир”.

## Детињство и образовање
Самира Муса је рођена у Гарбији, Египат 1917. године. Њена мајка је умрла од рака, а њен отац, Набавија Муса, познати политички активиста, затим се преселио са својом кћерком у Каиро и уложио новац у мали хотел у општини ел Хусеин. На инсистирање њеног оца, Муса је похађала основну школу Касер ел Шок, једну од најстаријих школа у Каиру. Након што је завршила основно образовање, уписала је школу Банат ел Ашраф, коју је њен отац саградио и управљао њом.
Упркос чињеници да је Самира Муса добила високе оцене током средњег образовања и могла је да се определи за инжењеринг, инсистирала је да се придружи Природном факултету на универзитету у Каиру. Године 1939, Самира Муса је стекла бачелор степен у радиологији, након истраживања ефеката рендгенског зрачења на различите материјале. Др. Мустафа Мушараф, први декан факултета, веровао је у своју ученицу довољно да јој помогне да постане изузетан предавач на факултету. Након тога постала је прва асистенткиња на истом факултету и прва жена која је имала универзитетску позицију, а прва је и одбранила докторску тезу на пољу атомског зрачења.

## Нуклеарна истраживања
Муса је веровала у „Атоме за мир” и познато је да је изјавила: „Моја жеља је да видим нуклеарне терапије које су доступне и јефтине као Аспирин". Она је напорно радила у ту сврху и током свог интензивног истраживања дошла је до историјског решења које би помогло да се разбију атоми јефтиних метала као што је бакар, отварајући пут за јефтину нуклеарну бомбу.
Организовала је конференцију за атомску енергију за мир и промовисала позив за оснивање међународне конференције под именом „Атоми за мир”, где су позвани многи истакнути научници. Конференција је Саставила низ препорука за оснивање одбора за заштиту од нуклеарних опасности, за коју се снажно залагала. Самира Муса је такође добровољно помагала у лечењу пацијената са раком у различитим болницама, посебно пошто јој је мајка водила борбу против ове опаке болести.

## Посета Сједињеним Државама
Самира Муса је добила стипендију Фулбрајт нуклеарног програма, како би се упознала са савременим истраживачким објектима на универзитету Калифорнија. Као признање њеном пионирском нуклеарном истраживању, добила је дозволу да посети тајне америчке атомске објекте. Њена посета подигла је велику дебату у академским и научним круговима Сједињених Држава, будући да је Самира Муса била први странац који је имао приступ таквим објектима.
Одбила је неколико понуда које су од ње тражиле да живи у Сједињеним Државама и да јој се додели америчко држављанство, рекавши: „Чека ме Египат, моја драга домовина”ина, чека ме".

## Смрт
Дана 5. августа 1952. након прве посете Америци намеравала је да се врати кући, али је била позвана на путовање. На путу је аутомобил пао са литице и том приликом је она погинула.
Мистерија несреће, с обзиром на то да се позив за Калифорнију испоставио као лажан, поред нестанка возача аутомобила који је искочио из аутомобила непосредно пре него што је пао, навела је људе да верују да је у питању плански атентат. Наводи се да је Израелски Мосад стајао иза њеног убиства.

## Награде и признања
Као признање њеним залагањима, добила је бројне награде. Међу њима су:
- 1953, признање Египатске војске;
- 1981, Медаља науке и уметности, Првог реда, уручен од стране председника Анвара Садата;
- Лабораторија на Природном факултету и школа у њеном селу су именоване по њој;
- Египатска ТВ је емитовала серију „Бесмртна” која приказује њен живот-